# Mars Odyssey

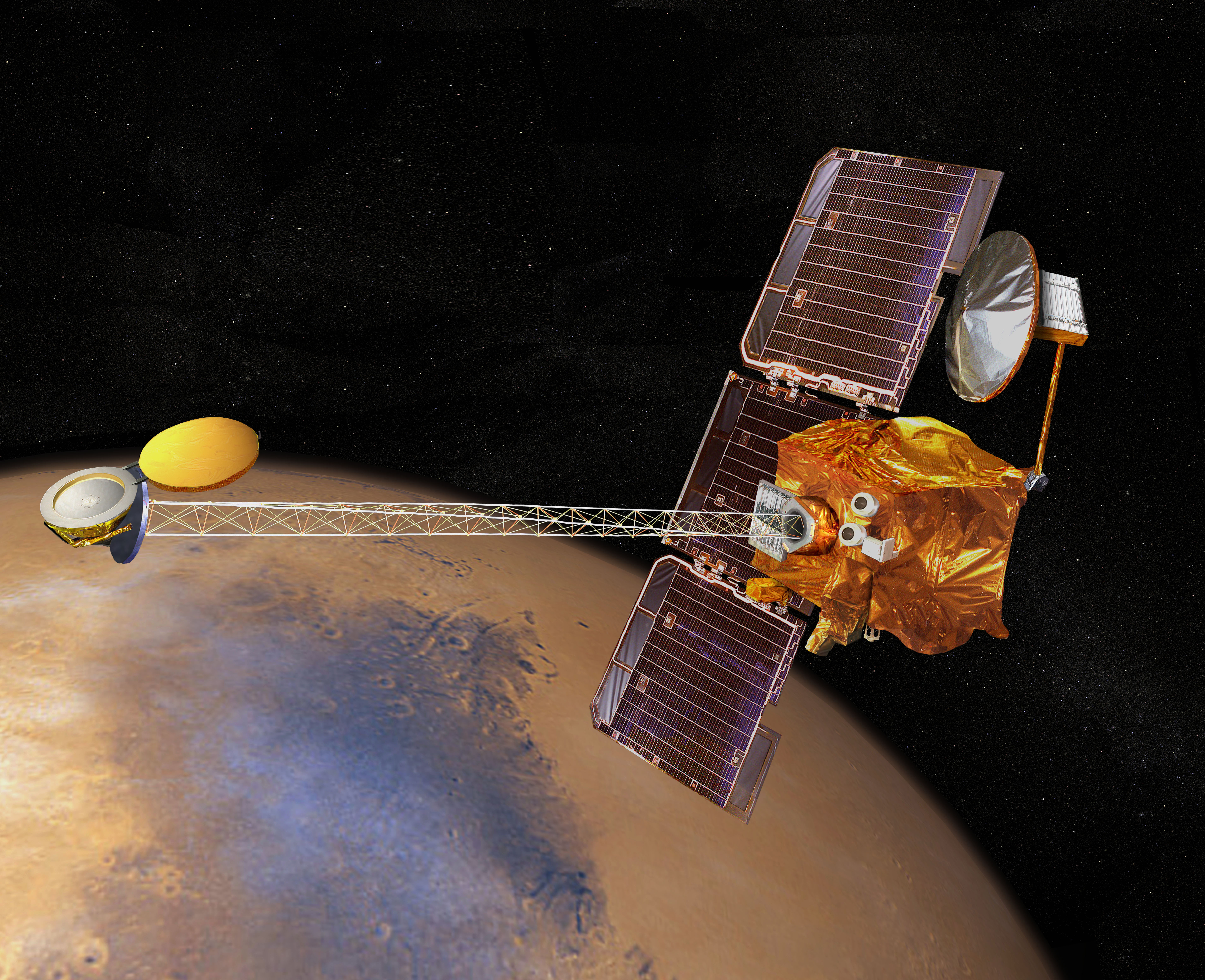
Imagen artística de la sonda espacial Mars Odyssey 2001.

Mars Odyssey  (españolː Odisea de Marte) es una sonda espacial lanzada por la NASA el 7 de abril de 2001. Su objetivo fue el estudio del clima y la realización de un mapa de la superficie de Marte. También se utiliza como enlace de comunicaciones con los robots que están en el suelo. La inserción orbital tuvo lugar el 24 de octubre de 2001.

## La nave
La nave tiene forma de caja de 2,2 m de largo, 1,7 m de altura y 2,6 m de ancho. Los materiales de construcción de la nave son de aluminio y titanio. La nave se divide en doble módulo, el módulo de equipamiento contiene los equipos electrónicos, cableado y los instrumentos científicos. En su exterior se monta la antena UHF, las cámaras de estrellas, la caja de la batería, y otros instrumentos. En otro módulo es de propulsión, que contiene los tanques de combustible, motores, y otros componentes de propulsión. La nave pesa en el lanzamiento 725 kg de peso, de los cuales 348,7 kg era propelente. La electricidad era obtenida por 3 paneles solares con células de arseniuro de galio que generaban 750 W en Marte. La electricidad iba almacenada en una batería de NiH2 con capacidad de 16 A/h. Los mecanismos usados en la nave son: una bisagra para poner a distintas posiciones la antena parabólica de alta ganancia, un cardán para remover a distintas posiciones los paneles solares, y un brazo desplegable de 6 m para el instrumento GRS, contenido en un contenedor interno.                                                                                           
Las telecomunicaciones se hacían mediante el uso de una antena parabólica de 1,3 m de diámetro en banda X de microondas, contando también con una antena de baja ganancia para emergencias. Una antena UHF se usa para la comunicación con los robots en el suelo. El control de actitud es determinado por el uso de un sensor solar, 2 cámaras de estrellas con un mapa completo del universo,4 ruedas de reacción. Para la estabilización se usa una IMU (Unidad de medición inercial) con giroscopios. También se usa pequeños motores para correcciones. La unidad de propulsión usa un motor principal con un empuje de 65,3 kg de fuerza, 4 motores de 0,1 kg de empuje para la actitud, y cuatro de 2,3 kg de empuje. El depósito de combustible contiene hidrazina y tetróxido de dinitrógeno en 2 tanques, además de varios tubos, válvulas y filtros de pirotecnia, también hay un único tanque de helio gaseoso para presurizar el combustible. La nave lleva un software de vuelo, con numerosas aplicaciones, y ejecuta, comprime, almacena, manda, etc. los datos de la nave, además soluciona problemas en la nave. El ordenador de a bordo de la nave usa el microprocesador RAD6000, con una memoria RAM de 128 MB y una ROM de 3 MB; además la electrónica contiene tarjetas y sensores para el control de la nave. Una tarjeta de memoria de 1 Gb es para el almacenamiento de imágenes.